# Проституция в Древнем Риме

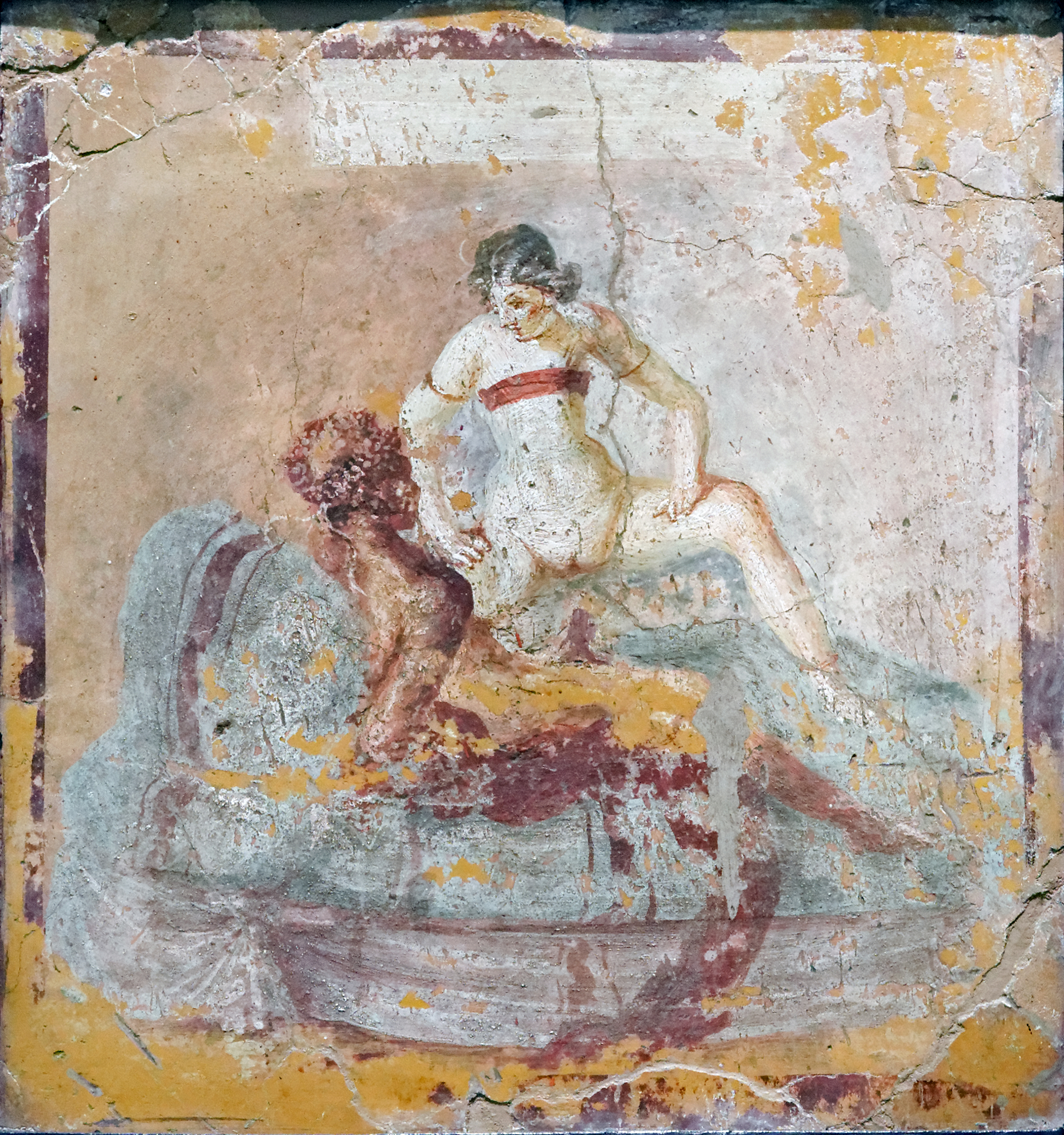
Эротическая сцена на фреске из Помпей, 1-50 год н. э.

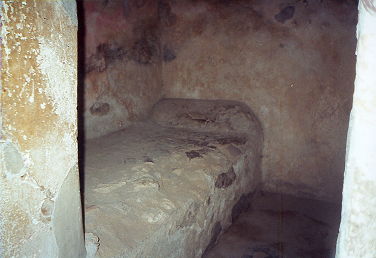
Лупанар в Помпеях

В Риме проституция процветала в храмах, театрах, цирках, термах, на улицах и даже на кладбищах.
Большинство проституток происходило из рабынь и рабов, работавших таким образом по принуждению хозяина, или вольноотпущенниками, которые зарабатывали себе на жизнь (лат. mulier, quae palam corpore quaestum facit, официальное название).
Куртизанки назывались bonae meretrices, что указывало на их совершенство в ремесле, они также были танцовщицами, пели, умели играть на флейте, кифаре, являлись уважаемыми персонами. Клиентов они находили не сами, а через посредниц, называемых lenae (чаще всего постаревших бывших проституток). Куртизанки имели привилегированных (постоянных) любовников, amici, а также оказывали влияние на моду, искусство, литературу.
Публичные дома могли располагаться как на городской окраине или даже за пределами города, так и в центральной части, вблизи мест торговли, отдыха, развлечений. В сочинении Овидия «Наука любви» перечисляются и описываются места, связанные с проституцией. Одним из старейших кварталов проституции была Этрусская улица, на что указывало её название, поскольку этруски пользовались дурной славой за чрезмерное сладострастие. Главным центром бордельной проституции в Риме был квартал Субура, связывающий форум с восточной частью города. Местами сборных пунктов для уличной проституции и частью для устройства борделей являлись портики — галерея Помпея, портик Октавии, портик Марцелла, располагавшиеся на Марсовом поле, портик Ливия на Эскливине, колоннады при храме на Палатине. Часто посещался проститутками и сводницами храм Исиды на Марсовом поле, Юлианский форум и находившийся там храм Venus Genitrix. Частыми местами встреч клиентов с проститутками были театры, а также цирк, где, в отличие от театров, женщины могли сидеть среди мужчин.
Внутри римский публичный дом «лупанарий» (lupanar) был разделён на тесные каморки. К примеру, лупанарий, открытый при раскопках в Помпеях в 1862 году и расположенный в центре города, состоял из партера и первого этажа, в партере находились пять узких комнат, окружавших вестибюль, каждая площадью в 2 кв. м., с вделанной в стену кроватью, с рисунками и надписями эротического содержания. Против входа находилось отхожее место, а в вестибюле — перегородка для привратницы. Комнаты не имели окон, только дверь в коридор, поэтому даже днём приходилось зажигать огонь. Убранство комнат было примитивным и состояло из покрывала на полу или кровати с одеялом, сплетённым из тростника. Вероятно, в борделях проститутки не жили постоянно, а лишь приходили на определённое время, установленное законом. Каждая проститутка получала на ночь отдельную комнату с обозначенным на двери её прозвищем, внесённым в проституционные списки, или «титулом». Другая надпись указывала, занята ли комната.
Время посещения борделей начиналось в 3 часа пополудни и продолжалось до утра. Временные ограничения устанавливались законом, чтобы молодёжь не начинала посещать эти заведения уже с утра, пренебрегая гимнастикой.
Цена услуг проституток была различной; так, в Помпеях цена за один раз варьировала от 2 до 23 ассов.
У женщин данной профессии был свой праздник — Виналии, который отмечался 23 апреля у Коллинских ворот и был посвящён богине Венере.

## Законодательное регулирование
Римские законы, касающиеся проституции, строго проводили принцип регистрации и регламентации. Функции полиции нравов были возложены на эдилов, которые осуществляли надзор за кабаками, банями, борделями и проводили там обыски с целью выявления нерегламентированных проституток и раскрытия других злоупотреблений. Все женщины, занимавшиеся проституцией, были обязаны сами заявлять о себе эдилу, чтобы получить разрешение на это занятие, при этом их имена заносились в особую книгу. После записи женщина меняла своё имя. Из сочинений Марциала и надписей в Помпеях известны такие профессиональные имена проституток, как Дравка, Итонузия, Лаис, Фортуната, Лициска, Таис, Леда, Филенис и другие. Предписания закона касались и одежды. После регистрации и смены имени проститутки лишались права носить украшения, подобающие честным женщинам. В то время как матроны носили костюм под названием стола, проститутки носили более короткие туники и поверх них тоги тёмного цвета. Матроны, уличённые в прелюбодеянии, также носили тоги, но белого цвета. Впоследствии различия в одежде между проститутками и остальными женщинами сгладились.
Известен случай, когда женщина из хорошей семьи добровольно записалась в блудницы, чтобы не попасть под действие закона о прелюбодеянии.
В правление многих императоров были изданы отдельные законы, касающиеся проституции.
Император Август издал законы о браке, в которых неоднократно идёт речь о проституции и её ограничении.
Тиберий в 19 году н. э. запретил заниматься проституцией женщинам, чей дед, отец или муж был римским всадником, под угрозой изгнания.
Калигула ввёл налог на проституцию.
Веспасиан постановил, что рабыня, купленная с условием, что она не будет проституирована, должна быть отпущена на свободу, если хозяин принудит её к этому занятию.
Домициан лишил проституток права вступать во владение наследством, а также пользоваться носилками.
Александр Север приказал публиковать имена проституток и сводниц во всеобщее сведение.
Константин издал закон, по которому женская прислуга в кабаках приравнивалась к проституткам, однако это не относилось к хозяйкам этих заведений, которые не могли беспрепятственно предаваться прелюбодеянию.
Феодосий II и Валентиниан III ввели строгие наказания для отцов и хозяев, торговавших своими дочерьми и рабынями, а в 439 году вообще запретили сводничество под угрозой телесных наказаний, изгнания, штрафов и каторги.